# امجد خان
امجد خان (انگلیسی: Amjad Khan؛ زاده ۱۲ نوامبر ۱۹۴۰ – درگذشته ۲۷ ژوئیه ۱۹۹۲) هنرپیشه هندی بوده‌است که در طول مدت ۲۰ سال فعالیت هنری اش در ۱۳۰ فیلم فعالیت داشته‌است، چه به عنوان بازیگر و چه به عنوان کارگردان. وی بیشتر به خاطر ایفای نقش‌های منفی محبوب بوده‌است. از معروف‌ترین نقش‌های وی می‌توان از کاراکتر جبارسینگ در فیلم مشهور شعله اشاره کرد. امجد خان در ۲۷ ژوئیه ۱۹۹۲ بر اثر عارضه قلبی در سن ۵۱ سالگی درگذشت.

## زندگی شخصی
پدر امجد خان اسطورهٔ سینمای هند «جایانت» نام داشت. هر دو برادرش «امتیاز خان» و «عنایت خان» نیز، هر دو بازیگر بودند. وی در سال ۱۹۷۲ با «شهلا خان» ازدواج نمود. فرزند اولش «شاداب خان» نام دارد که در چند فیلم نیز بازی کرد. وی دو فرزند دیگر نیز دارد. دختری به نام «اهلام خان» و پسری به نام «سیماب خان». دخترش «اهلام» در سال۲۰۱۱ با بازیگر معروف تئاتر «کاراچیوالا» ازدواج نمود.

## مرگ
امجد خان در سال ۱۹۸۶ یک تصادف رانندگی مرگبار در جادهٔ بمبئی-گوآ داشت. ماشین وی به یک درخت برخورد کرده بود. بعد از تصادف پزشکان به وی توصیه کرده بودند باید از انجام کارهای سنگین دوری کرده و به مدت طولانی استراحت کند. سرانجام امجد خان به دلیل بیماری قلبی که داشت در سال ۱۹۹۲ درگذشت. چند تا از فیلم‌هایی که بازی کرده بود بعد از مرگش اکران شدند.
آخرین فیلم وی در سال ۱۹۹۶ اکران شد.
از فیلم‌های مشهور او می‌توان به بازی در نقش جبار سینگ در شعله اشاره کرد.

## فیلم‌شناسی
فهرست برخی از فیلم‌هایی که امجد خان در آن‌ها به ایفای نقش پرداخته‌است:
- شعله
- آقای ناتوارلال
- بزرگ
- عشق
- بی‌خدا
- مرد شجاع
- میهن‌پرست
- هفت با هفت
- کالیا
- یتیم یا حرامزاده
- دوستی
- یک شب بارانی
- رام و بارلام
- شوهر
- فاتح سرنوشت
- به نام وعده
- جوا
- جنگ بزرگ
- رودالی
- این فقط قلب است
- بهترین دوست
- مقصد
- ما کمتر از دیگران نیستیم
- احضار موهان جوشی
- ترور
- ضد
- پادشاه وقت
- حشیش
- چشم سوم
- سامرات
- قیام
- لیکن
- میرا
- دشمن انسانیت
- سخاوتمند
- زمان نمایش
- قتل بی‌نقص
- قسم به مادرم
- خوب و بد
- احساس
- مرد پولدار مرد فقیر
- بیست سال بعد
- بمبئی ۴۰۵ مایل
- دور به دور
- به چامبال قسم بخور
- عروسی چاملی
- چهره‌ای بر چهره‌ای دیگر
- پلیس دزد
- ثروت
- خانه و خارج
- ترازوی تقوا